# Neonoemacheilus morehensis
Neonoemacheilus morehensis és una espècie de peix de la família dels balitòrids i de l'ordre dels cipriniformes.

## Hàbitat
És un peix d'aigua dolça, demersal i de clima tropical.

## Distribució geogràfica
Es troba a Àsia: el riu Lokchao a Manipur (l'Índia).

## Amenaces
Les seues principals amenaces són la destrucció del seu hàbitat a causa de la desforestació, la sedimentació i d'altres pertorbacions humanes.